# Pontelongo
Pontelongo település Olaszországban, Veneto régióban, Padova megyében. Lakosainak száma 3640 fő (2023. január 1.). Pontelongo Arzergrande, Bovolenta, Brugine, Candiana, Codevigo, Correzzola és Piove di Sacco községekkel határos.

## Népesség
A település lakossága az elmúlt években az alábbi módon változott:
| Lakosok száma | 3762 | 3741 | 3640 |
|               | 2017 | 2018 | 2023 |